# 球果猪屎豆
球果猪屎豆（学名：Crotalaria uncinella）为豆科猪屎豆属下的一个种。

## 亚种
- Crotalaria uncinella subsp. elliptica[1]